# 연안 송씨
연안 송씨(延安宋氏)는 황해남도 연안군을 본관으로 하는 한국의 성씨이다.

## 역사
시조 송경(宋卿)이 1365년(고려 공민왕 14년) 찬성사(贊成事)에 이르렀고, 연안부원군(延安府院君)에 봉해졌다.
조선시대에는 문과 급제자 6명을 배출하였다.